# Wunderwaffen
Wunderwaffen je njemačka riječ za "čudesna oružja", i ujedno naziv koji je tijekom drugog svjetskog rata dan nekolicini revolucionarnih "superoružja" koje je koristio Treći Reich. Većina tog oružja ušla je u borbu prekasno, te u premalim količinama, da bi imala nekog velikog utjecaja na tijek rata. Iako ta oružja nisu uspjela u svojem cilju da preokrenu tijek rata u korist Njemačke u trenutku kada je rat za Njemačku već bio izgubljen, ta oružja su za svoje vrijeme bila iznimno napredna, te će u kasnijim vremenima gotovo sva biti masovno korištena i dodatno razvijana.

## Promidžba
Početne pobjede Trećeg Reicha u razdoblju 1939. – 1942. godine postaju već sljedeću godinu siguran poraz koji se više ne može sakriti. Uspješnost državnog aparata nad kontrolom loših vijesti s bojišta je 1943. godine izgubila važnost pošto je stanovništvo gradova bilo suočeno sa stalnim američko-britanskim zračnim bombardiranjima koje ozbiljno narušava moral za nastavak borbe. Da bi se to ozračje poraza otklonilo tamošnji ministar promidžbe Joseph Goebbels naređuje da se gotovo svakodnevno na radiju i u novinama objavljuju vijesti o čudesnim oružjima koja će donijeti pobjedu Trećem Reichu u Drugom svjetskom ratu. Te njegove tvrdnje o superoružju su za razliku od mnogih drugih bile istinite iako nisu uspjele spasiti njegovu državu od propasti.

## Korištena čudesna oružja
Tijekom rata i brzih Blitzkrieg pobjeda po naređenju Hitlera gotovo sav daljnji tehnološki razvoj bio je obustavljen da bi se državna potrošnja ograničila na proizvodnju do tada dokazanih uspješnih modela. Ovo razdoblje zastoja koje traje između početka 1940..i prvog dijela 1941. godine usporit će proizvodnju mnogih oružja tako da će se ona na bojištima pojaviti prekasno da bi odlučujuće utjecala na kraj rata. Ta proizvedena i korištena oružja su bila:
- Panzer VI Tiger (tenk): Konstrukcija počinje u svibnju 1941. Ulazi nespreman u ratno djelovanje tijekom rujna 1942. godine.
- Messerschmitt Me 262 (zrakoplov): Začetak ovog prvog mlaznog aviona seže još u 1939. godinu. Prvi je put upotrijebljen u lipnju 1944. godine.
- Arado Ar 234 (zrakoplov): Narudžba za ovaj mlazni bombarder izdana je još 1941. godine. Prvi je put upotrjebljen u kolovozu 1944. godine.
- Sturmgewehr 44 (jurišna puška) Iako ne spada u klasična promidžbena čudesna oružja, ova je automatska puška za običnog njemačkog vojnika to doista bila.
- V-1 (krstareći projektil).
- V-2 (balistički projektil) izvornog naziva Aggregat 4.
- Schwerer Gustav (top) najveće topničko oružje ikad korišteno u ratovima.

## Oružja koja su ušla u proizvodnju, ali nisu upotrebljena
- Dornier Do 335 (zrakoplov) Narudžba za ovaj avion s jednim običnim motorom i drugim na repu izdana je u svibnju 1942. godine Proizvodnja je počela u siječnju 1945. godine.
- Podmornica tip XXI Proizvedeno ih je 118, ali samo jedna je isplovila iz luke prije završetka rata.
- V-3 top izgrađen radi bombardiranja Londona iz Francuske.
- Wasserfall je bila prva prava zemlja-zrak raketa. Zamišljen je golemi sustav raketa koji bi pokrivao čitavu Njemačku i kojim bi se rušili avioni SAD-a i Britanije. Sustav je testiran (i navodno jednom srušio jedan saveznički avion), ali nikada nije upotrijebljen radi slabe proizvodnje.

## Prototipovi
- Panzer VIII Maus (tenk) je bio posljednji projektirani tenk Trećeg Reicha.
- Nacistički nuklearni projekt tijekom kojega je navodno došlo do testiranja "prljave bombe".[1][2]
- Gotha Go 229 (Horten Ho IX) bio je prototip mlaznog aviona, gotovo nevidljiv radaru i s brzinom od oko 1000 km/h.
- Junkers Ju 390 je bio interkontinentalni bombarder čiji prototip je došao do New Yorka 1944. godine.

## Projekti koji nisu nikada dovršeni
- A-9 je bio projekt gradnje interkontinentalne rakete.
- A-11 je bio projekt gradnje interkontinentalne rakete s mogućnošću stavljanja satelita u Zemljinu orbitu.
- A-12 je bio zamišljen s mogućnošću dizanja 10 tona opreme ili materijala u Zemljinu orbitu.
- Silbervogel je bila planirana sub-orbitalna transatlantska letjelica koja je trebala služiti kao bombarder. Dovršena je samo jedna maketa zrakoplova za ispitivanja u zračnom tunelu.
- Landkreuzer P. 1000 Ratte je bio tenk u razvoju koji je trebao biti pet puta veći od Panzer VIII Maus. Nikada nije dovršen, ali bilo je glasina da je topovska kupola za tenk napravljena.
- Landkreuzer P. 1500 Monster je bio superteški tenk koji je trebao biti veći čak i od Landkreuzer P. 1000 Ratte.
- H-Klasse (bojni brod) je bio planirani superteški bojni brod, po planovima veći nego tadašnji najveći ratni brod na svijetu, japanski Yamato.

## Nepoznata namjena
- Kugelpanzer (oklopno vozilo)

## Vanjske poveznice
- Free Republic, Wonder Weapons of World War Two (engl.)